# George Cukor
George Dewey Cukor (/ˈkjuːkər/; 7 Tháng Bảy năm 1899 - 24 tháng 1 năm 1983) là một đạo diễn phim người Mỹ. Ông chủ yếu tập trung vào các phim hài và phim chuyển thể văn học. Sự nghiệp của ông phát triển mạnh mẽ tại studio RKO khi David O. Selznick, Giám đốc sản xuất của studio, giao Cukor đạo diễn một số bộ phim lớn của RKO, bao gồm What Price Hollywood? (1932), A Bill of Divorcement (1932), Our Betters (1933), và Little Women (1933). Khi Selznick chuyển đến MGM vào năm 1933, Cukor cũng đi theo và đạo diễn các phim Dinner at Eight (1933) và David Copperfield (1935) cho Selznick; Romeo and Juliet (1936) và Camille (1936) cho Irving Thalberg.
Ông đã bị thay thế khỏi vị trí đạo diễn của phim Cuốn theo chiều gió (1939), nhưng ông đã đạo diễn các phim The Philadelphia Story (1940), Gaslight (1944), Adam's Rib (1949), Born Yesterday (1950), A Star Is Born (1954), Bhowani Junction (1956), và My Fair Lady (1964). Ông tiếp tục làm việc cho tới những năm 1980.

## Sự nghiệp điện ảnh
| Năm  | Phim                              | Studio                                                             | Thể loại    | Cast                                                                                       | Notes |
| ---- | --------------------------------- | ------------------------------------------------------------------ | ----------- | ------------------------------------------------------------------------------------------ | --- |
| 1930 | Grumpy                            | Paramount Pictures                                                 | Drama       | Cyril Maude                                                                                | Co-directed with Cyril Gardner |
| 1930 | The Virtuous Sin                  | Paramount Pictures                                                 | Drama       | Kay Francis, Walter Huston, Kenneth MacKenna                                               | Co-directed with Louis J. Gasnier                                                                                                 |
| 1930 | The Royal Family of Broadway      | Paramount Pictures                                                 | Comedy      | Fredric March, Ina Claire                                                                  | Co-directed with Cyril Gardner |
| 1931 | Tarnished Lady                    | Paramount Pictures                                                 | Drama       | Tallulah Bankhead, Clive Brook, Alexander Kirkland                                         | |
| 1931 | Girls About Town                  | Paramount Pictures                                                 | Comedy      | Kay Francis, Lilyan Tashman, Joel McCrea                                                   | |
| 1932 | One Hour with You                 | Paramount Pictures                                                 | Musical     | Maurice Chevalier, Jeanette MacDonald                                                      | Directed part of the film when Ernst Lubitsch took ill and was credited as dialogue director                                      |
| 1932 | Une heure près de toi             | Paramount Pictures                                                 | Musical     | Maurice Chevalier, Jeanette MacDonald                                                      | French version of One Hour With You / Co-directed with Ernst Lubitsch                                                             |
| 1932 | What Price Hollywood?             | RKO                                                                | Drama       | Constance Bennett, Lowell Sherman, Neil Hamilton                                           | |
| 1932 | A Bill of Divorcement             | RKO                                                                | Drama       | John Barrymore, Billie Burke, Katharine Hepburn                                            | |
| 1932 | Rockabye                          | RKO                                                                | Drama       | Constance Bennett, Joel McCrea, Paul Lukas                                                 | David O. Selznick hired Cukor to film two weeks of retakes after the initial film by George Fitzmaurice did not meet expectations |
| 1932 | The Animal Kingdom                | RKO                                                                | Drama       | Leslie Howard, Ann Harding, Myrna Loy                                                      | Uncredited |
| 1933 | Our Betters                       | RKO                                                                | Drama       | Constance Bennett                                                                          | |
| 1933 | Dinner At Eight                   | MGM                                                                | Drama       | John Barrymore, Jean Harlow, Marie Dressler, Lionel Barrymore, Billie Burke, Wallace Beery | |
| 1933 | Little Women                      | RKO                                                                | Drama       | Katharine Hepburn, Joan Bennett, Douglass Montgomery                                       | |
| 1934 | Manhattan Melodrama               | MGM, Cosmopolitan Pictures                                         | Crime       | Clark Gable, William Powell, Myrna Loy                                                     | Directed additional scenes after production                                                                                       |
| 1935 | David Copperfield                 | MGM                                                                | Drama       | Freddie Bartholomew, W. C. Fields, Lionel Barrymore                                        | |
| 1935 | No More Ladies                    | MGM                                                                | Comedy      | Joan Crawford, Robert Montgomery, Franchot Tone                                            | Completed filming when Edward H. Griffith took ill                                                                                |
| 1935 | Sylvia Scarlett                   | RKO                                                                | Comedy      | Katharine Hepburn, Cary Grant, Brian Aherne                                                | |
| 1936 | Romeo and Juliet                  | MGM                                                                | Romance     | Norma Shearer, Leslie Howard, John Barrymore, Basil Rathbone                               | |
| 1936 | Camille                           | MGM                                                                | Romance     | Greta Garbo, Robert Taylor, Henry Daniell                                                  | |
| 1938 | I Met My Love Again               | Walter Wanger Productions                                          | Romance     | Joan Bennett, Henry Fonda                                                                  | Assisted Joshua Logan in directing parts of the film                                                                              |
| 1938 | The Adventures of Tom Sawyer      | David O. Selznick                                                  | Adventure   | Tommy Kelly, Jackie Moran                                                                  | Shot some retakes after production completed                                                                                      |
| 1938 | Holiday                           | Columbia                                                           | Drama       | Katharine Hepburn, Cary Grant                                                              | |
| 1939 | Zaza                              | Paramount                                                          | Drama       | Claudette Colbert, Herbert Marshall                                                        | |
| 1939 | The Women                         | MGM                                                                | Drama       | Norma Shearer, Joan Crawford, Rosalind Russell                                             | |
| 1939 | Gone With the Wind                | David O. Selznick                                                  | Drama       | Vivien Leigh, Clark Gable, Olivia De Havilland, Leslie Howard                              | Fired in the early stages of production, a few of his scenes remain in the finished film                                          |
| 1940 | Susan and God                     | MGM                                                                | Comedy      | Joan Crawford, Fredric March                                                               | |
| 1940 | The Philadelphia Story            | MGM                                                                | Comedy      | Katharine Hepburn, Cary Grant, Jimmy Stewart                                               | Nominated for Six Oscars Including Best Picture                                                                                   |
| 1941 | A Woman's Face                    | MGM                                                                | Drama       | Joan Crawford, Melvyn Douglas, Conrad Veidt                                                | |
| 1941 | Two-Faced Woman                   | MGM                                                                | Comedy      | Greta Garbo, Melvyn Douglas, Constance Bennett                                             | |
| 1942 | Her Cardboard Lover               | MGM                                                                | Comedy      | Norma Shearer, Robert Taylor, George Sanders                                               | |
| 1942 | Keeper of the Flame               | MGM                                                                | Drama       | Spencer Tracy, Katharine Hepburn                                                           | |
| 1943 | Resistance and Ohm's Law          | Army Signal Corps                                                  | Documentary | short film                                                                                 | |
| 1944 | Gaslight                          | MGM                                                                | Drama       | Ingrid Bergman, Charles Boyer, Joseph Cotten                                               | Nominated for seven Oscars, including Best Picture                                                                                |
| 1944 | Winged Victory                    | 20th Century Fox                                                   | War         | Ensemble cast                                                                              | |
| 1944 | I'll Be Seeing You                | David O. Selznick                                                  | Drama       | Ginger Rogers, Joseph Cotten, Shirley Temple                                               | Replaced by William Dieterle during production                                                                                    |
| 1947 | Desire Me                         | MGM                                                                | Drama       | Greer Garson, Robert Mitchum                                                               | Contributed to the film along with 4 other directors                                                                              |
| 1947 | A Double Life                     | Garson Kanin                                                       | Film noir   | Ronald Colman, Signe Hasso, Shelley Winters                                                | |
| 1949 | Edward, My Son                    | MGM                                                                | Drama       | Spencer Tracy, Deborah Kerr                                                                | |
| 1949 | Adam's Rib                        | MGM                                                                | Comedy      | Spencer Tracy, Katharine Hepburn, Judy Holliday                                            | |
| 1950 | A Life of Her Own                 | MGM                                                                | Drama       | Lana Turner, Ray Milland                                                                   | |
| 1950 | Born Yesterday                    | Columbia                                                           | Comedy      | Judy Holliday, Broderick Crawford, William Holden                                          | Nominated for five Oscars including Best Picture                                                                                  |
| 1951 | The Model and the Marriage Broker | 20th Century Fox                                                   | Comedy      | Thelma Ritter, Jeanne Crain, Scott Brady                                                   | |
| 1952 | The Marrying Kind                 | Columbia                                                           | Comedy      | Judy Holliday, Aldo Ray                                                                    | |
| 1952 | Pat and Mike                      | MGM                                                                | Comedy      | Spencer Tracy, Katharine Hepburn, Aldo Ray                                                 | |
| 1953 | The Actress                       | MGM                                                                | Comedy      | Spencer Tracy, Teresa Wright, Jean Simmons                                                 | |
| 1954 | It Should Happen to You           | Columbia                                                           | Comedy      | Judy Holliday, Peter Lawford, Jack Lemmon                                                  | |
| 1954 | A Star Is Born                    | Warner Bros., Transcona Enterprises                                | Drama       | Judy Garland, James Mason                                                                  | Partially lost film |
| 1956 | Bhowani Junction                  | MGM                                                                | Drama       | Ava Gardner, Stewart Granger                                                               | |
| 1957 | Les Girls                         | MGM                                                                | Musical     | Gene Kelly, Mitzi Gaynor, Kay Kendall                                                      | |
| 1957 | Wild Is the Wind                  | Paramount Pictures                                                 | Drama       | Anna Magnani, Anthony Quinn                                                                | |
| 1958 | Hot Spell                         | Paramount Pictures                                                 | Drama       | Shirley Booth, Anthony Quinn, Shirley MacLaine                                             | Uncredited |
| 1960 | Heller in Pink Tights             | Paramount Pictures                                                 | Western     | Sophia Loren, Anthony Quinn, Steve Forrest                                                 | The final film was disavowed by Cukor                                                                                             |
| 1960 | Song Without End                  | William Goetz                                                      | Drama       | Dirk Bogarde, Capucine, Genevieve Page                                                     | Completed the film when Charles Vidor died during production                                                                      |
| 1960 | Let's Make Love                   | The Company of Artists                                             | Musical     | Marilyn Monroe, Yves Montand, Tony Randall                                                 | |
| 1962 | Something's Got to Give           | 20th Century Fox                                                   | Comedy      | Marilyn Monroe, Dean Martin, Cyd Charisse                                                  | The film was abandoned after Monroe's death / 37 minutes of footage survives                                                      |
| 1962 | The Chapman Report                | DFZ Productions                                                    | Drama       | Shelley Winters, Jane Fonda, Claire Bloom, Glynis Johns                                    | |
| 1964 | My Fair Lady                      | Warner Bros.                                                       | Musical     | Audrey Hepburn, Rex Harrison                                                               | Winner Of Eight Oscars Including Best Picture                                                                                     |
| 1969 | Justine                           | 20th Century Fox                                                   | Drama       | Michael York, Anouk Aimée, Dirk Bogarde                                                    | Replaced Joseph Strick shortly after production began                                                                             |
| 1972 | Travels with My Aunt              | MGM                                                                | Comedy      | Maggie Smith, Alec McCowen, Cindy Williams                                                 | |
| 1975 | Love Among the Ruins              | American Broadcasting Company                                      | Drama       | Katharine Hepburn, Laurence Olivier                                                        | Television film |
| 1976 | The Blue Bird                     | 20th Century Fox, Lenfilm Studio, Tower International, Wenks Films | Drama       | Elizabeth Taylor, Jane Fonda, Ava Gardner                                                  | |
| 1979 | The Corn is Green                 | Warner Bros. Television                                            | Drama       | Katharine Hepburn, Bill Fraser, Ian Saynor                                                 | Television film |
| 1981 | Rich And Famous                   | MGM, Jaquet                                                        | Drama       | Jacqueline Bisset, Candice Bergen                                                          | |

## Giải thưởng và đề cử

### Giải Oscar
| Năm     | Thể loại               | Phim                   | Kết quả                                     | Lost to |
| ------- | ---------------------- | ---------------------- | ------------------------------------------- | ------- |
| 1932/33 | Đạo diễn xuất sắc nhất | Little Women           | Frank Lloyd với phim Cavalcade              |         |
| 1940    | Đạo diễn xuất sắc nhất | The Philadelphia Story | John Ford với phim The Grapes of Wrath      |         |
| 1947    | Đạo diễn xuất sắc nhất | A Double Life          | Elia Kazan với phim Gentleman's Agreement   |         |
| 1950    | Đạo diễn xuất sắc nhất | Born Yesterday         | Joseph L. Mankiewicz với phim All About Eve |         |
| 1965    | Đạo diễn xuất sắc nhất | My Fair Lady           |                                             |         |

### Giải Quả cầu vàng
| Năm  | Thể loại               | Phim               | Kết quả                                | Lost to |
| ---- | ---------------------- | ------------------ | -------------------------------------- | ------- |
| 1950 | Đạo diễn xuất sắc nhất | Born Yesterday     | Billy Wilder với phim Sunset Boulevard |         |
| 1962 | Đạo diễn xuất sắc nhất | The Chapman Report | David Lean với phimLawrence of Arabia  |         |
| 1964 | Đạo diễn xuất sắc nhất | My Fair Lady       |                                        |         |

## Sách tham khảo
- Hillstrom, Laurie Collier, International Dictionary of Films and Filmmakers. Detroit: St. James Press, 1997. ISBN 1-55862-302-7.
- Katz, Ephraim, The Film Encyclopedia. New York: HarperCollins, 2001. ISBN 0-06-273755-4.
- Myrick, Susan, White Columns in Hollywood: Reports from the GWTW Sets. Macon, Georgia: Mercer University Press, 1982 ISBN 0-86554-044-6.
- Wakeman, John, World Film Directors. New York: H. W. Wilson Company 1987. ISBN 0-8242-0757-2.